# Neskaupstaður

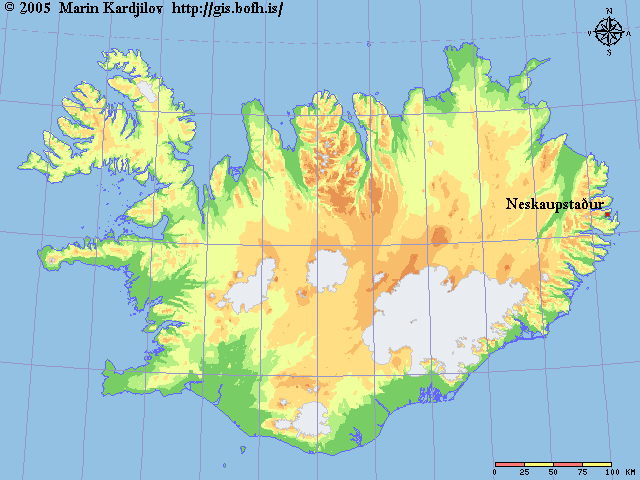
Ubicació del poble de Neskaupstaður a Islàndia.

Neskaupstadur és un poble ubicat a la costa est d'Islàndia. L'any 2005 tenia 1.534 habitants. Es va començar a despoblar a la dècada dels anys noranta del segle xx però actualment experimenta un canvi de tendència degut a la construcció d'una foneria d'alumini i d'una nova central hidroelèctrica a l'est d'Islàndia.
Neskaupstaður es va unir a Eskifjörður i Reiðarfjörður l'any 1998 per formar una nova municipalitat anomenada Fjarðabyggð.